# Bal au moulin de la Galette
Il Bal du moulin de la Galette (Ballo al moulin della Galette) è un dipinto del pittore francese Pierre-Auguste Renoir, realizzato nel 1876 e conservato al museo d'Orsay di Parigi.

## Storia

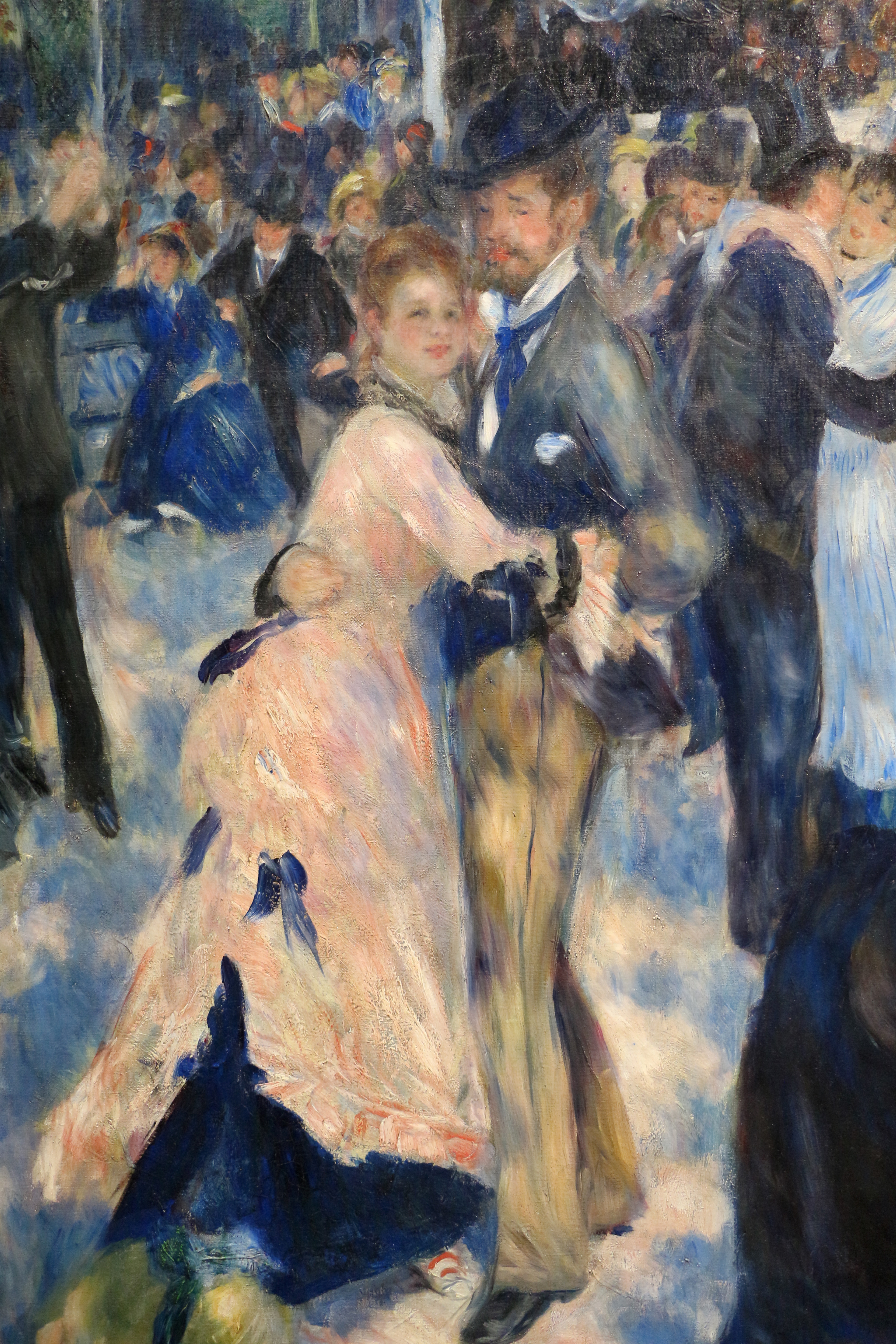
Bal du moulin de la Galette, dettaglio della coppia danzante in secondo piano

Il Bal du moulin de la Galette è una delle opere più note di Renoir ed è unanimemente considerato uno dei più alti capolavori del primo Impressionismo. Il dipinto, nonostante consegua risultati di grande freschezza e intensità, conobbe una gestazione molto elaborata, attentamente descritta dall'amico Georges Rivière nelle sue memorie Renoir et ses amis. Renoir pensava di dipingere uno spaccato di vita mondana parigina all'epoca della Belle Époque sin dal maggio 1876, e trovò nel Moulin de la Galette un soggetto che si prestava perfettamente alle sue esigenze. Il Moulin de la Galette era un locale molto amato dalla gioventù parigina, ottenuto dalla ristrutturazione di due mulini a vento abbandonati, e ubicato sulla sommità della collina di Montmartre. Il nome del locale, in particolare, si riferisce alle frittelle rustiche offerte come consumazione e comprese nel prezzo d'ingresso, che all'epoca era pari a venticinque centesimi di franco. Quando Renoir attendeva al dipinto il luogo brulicava di gente: erano moltissimi i giovani, artisti e non, che decidevano di trascorrere le loro domeniche pomeriggio al Moulin, per ballare, bere, discutere, o comunque trascorrere del tempo in compagnia e divertirsi.
Per accelerare l'esecuzione del dipinto già nell'aprile del 1875 Renoir aveva preso in affitto, a rue Cortot a Montmartre, un ampio studio consistente in due stanze enormi, un deposito dove accumulare i dipinti e un giardino descritto dal Rivière nei termini di un «parco incantevole e abbandonato». Ciononostante il pittore dovette comunque affrontare molte difficoltà, superandole solo grazie alla collaborazione di diversi amici, che lo aiutavano ogni giorno a trasportare la tela dal suo atelier al popolare locale, rischiando per di più di essere travolti dal vento. Per non mortificare la freschezza della sua verve pittorica, infatti, Renoir comprese che non poteva rinunciare al plein air: egli, tuttavia, completò la gestazione del dipinto nel suo studio a rue Cortot, senza per questo compromettere l'immediatezza percettiva dell'opera. Renoir frequentò il Moulin per ben sei mesi, nel tentativo di entrare in contatto «con quel piccolo mondo che ha un suo tipico aspetto e», come ricorda il fratello Edmond, «immerso nel turbinio di quella festa popolare, rende il movimento indiavolato con una verve che stordisce». Per le varie figure che popolano l'opera Renoir fece posare anche stavolta amici, conoscenti o perfino frequentatori assidui del locale.
Si trattava di una scommessa ardita, siccome era la prima volta che Renoir abdicava dalla raffigurazione di figure singole e si confrontava con una scena gremita di figure in movimento. L'opera fu presentata alla terza mostra degli Impressionisti del 1877 e suscitò un'accoglienza molto ondivaga: un critico del Moniteur Universel, ad esempio, criticò velenosamente la resa delle figure danzanti «su una superficie simile alle nubi violacee che oscurano il cielo in un giorno di tempesta». Di ben altro avviso era tuttavia il Rivière, il quale asserì entusiasticamente che Renoir aveva prodotto «una pagina di storia, un momento prezioso della vita parigina, di rigorosa esattezza». La tela era in effetti destinata a divenire una delle maggiori espressioni del cosiddetto «Impressionismo romantico», filone caratterizzato dalla raffigurazione di amori borghesi e particolarmente apprezzato dai collezionisti, specialmente americani. Il Bal du Moulin de la Galette, entrato in seguito a far parte della collezione di Gustave Caillebotte, venne consacrato all'ufficialità del museo nel 1896, quando fu acquisito dal musée du Luxembourg; presente al Louvre dal 1929, l'opera trovò nel 1986 la sua collocazione definitiva, venendo esposta al museo d'Orsay.

### La versione più piccola

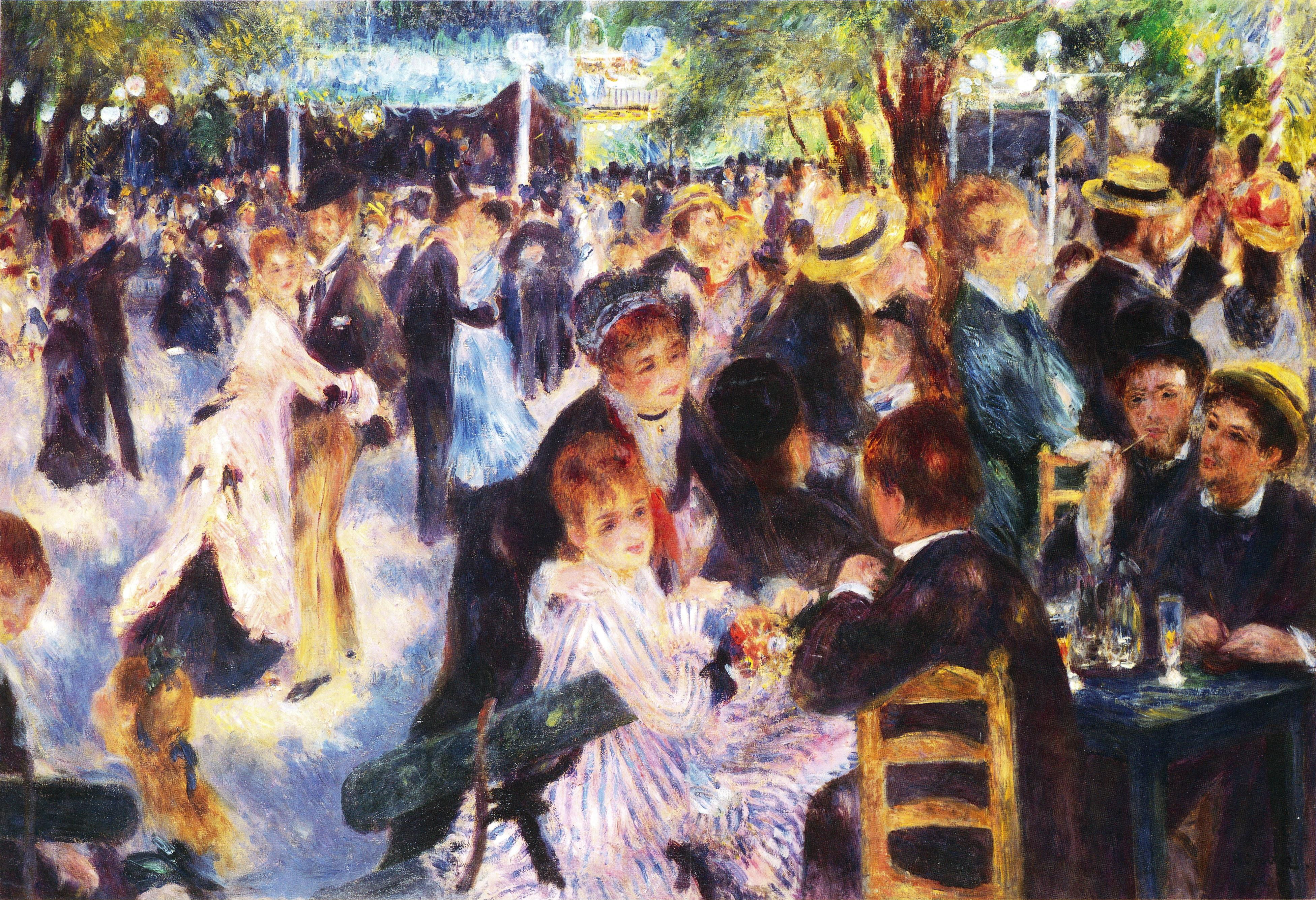
La versione più piccola

Renoir dipinse una versione più piccola del quadro (78 × 114 cm) con lo stesso titolo. A parte le dimensioni, i due dipinti sono praticamente identici, sebbene quello più piccolo sia dipinto in modo più fluido rispetto alla versione d'Orsay. Uno è presumibilmente una copia dell'originale, ma non si sa quale sia l'originale. Non si sa nemmeno quale sia stato quello esposto per la prima volta al Salon del 1877, perché sebbene fosse catalogato e ricevesse un'attenzione favorevole da parte della critica, la sua voce non indicava le dimensioni del dipinto.
Per molti anni è stato di proprietà di John Hay Whitney. Il 17 maggio 1990, la sua vedova ha venduto il dipinto per 78 milioni di dollari USA da Sotheby's a New York City a Ryoei Saito (Saitō Ryōei), presidente onorario della Daishowa Paper Manufacturing Company, Giappone.
Al momento della vendita, era una delle due opere d'arte più costose mai vendute, insieme al Ritratto del dottor Gachet di van Gogh, che fu acquistato anche da Saito. Saito causò indignazione internazionale quando nel 1991 suggerì che intendeva cremare entrambi i dipinti con sé quando fosse morto. Tuttavia, quando Saito e le sue aziende si imbatterono in gravi difficoltà finanziarie, i banchieri che detenevano il dipinto come garanzia per i prestiti organizzarono una vendita riservata tramite Sotheby's a un acquirente non rivelato. Sebbene non si sappia con certezza, si ritiene che il dipinto sia nelle mani di un collezionista svizzero.

## Descrizione

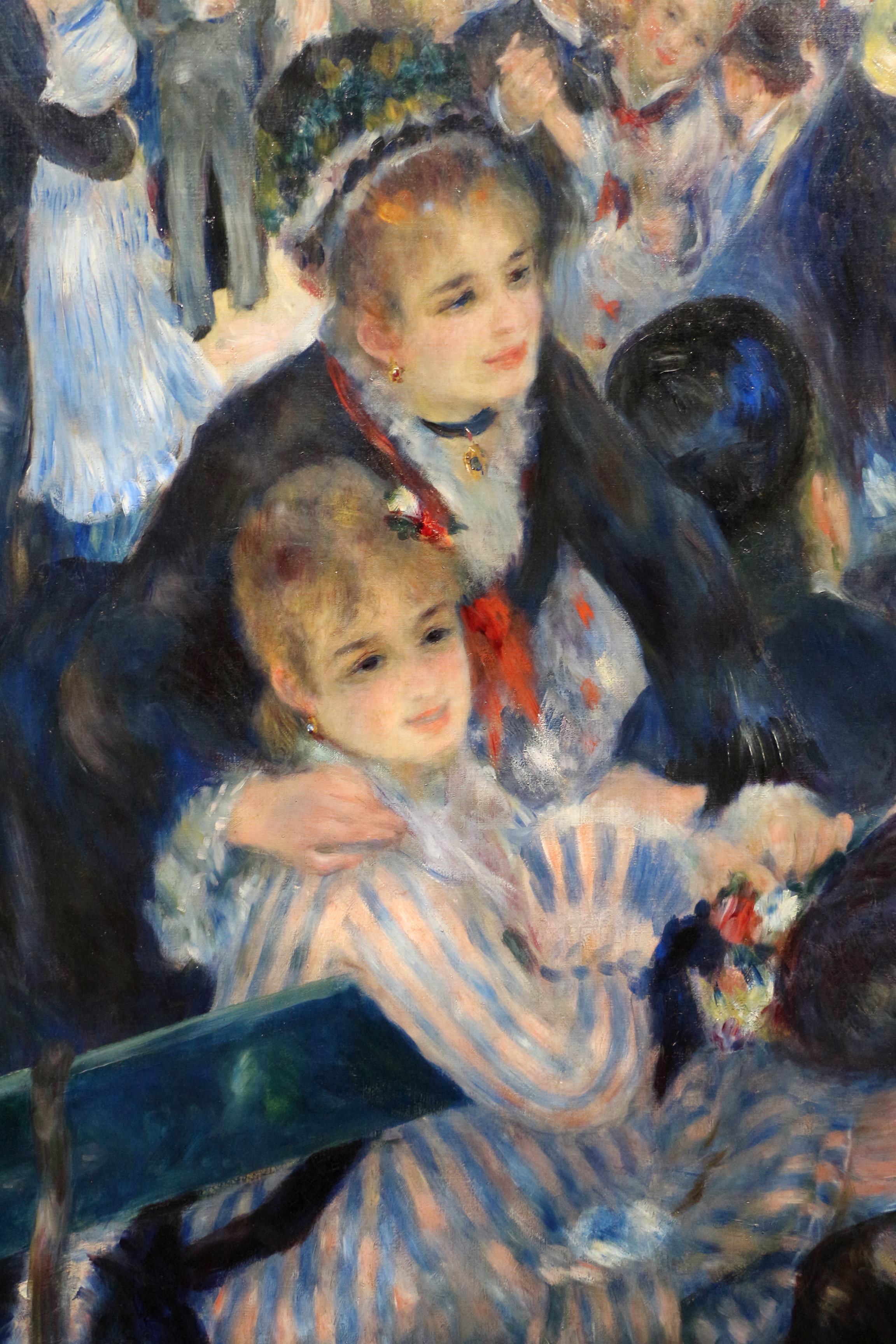
Bal du moulin de la Galette, dettaglio delle due ragazze in primo piano, colte mentre si godono la gioia spicciola di un pomeriggio trascorso a ballare

Nel Bal du moulin de la Galette Renoir racconta un momento di vita popolare a Parigi, raffigurando un ballo domenicale che ha luogo nella terrazza alberata del Moulin de la Galette. Le varie figure che popolano la scena sono gaie, spensierate, e si lasciano travolgere pienamente dalle emozioni e dalla joie de vivre, godendosi il sole di un pomeriggio primaverile, l'eccellenza del vino francese, e il tempo sospeso dello stare insieme.
In primo piano notiamo una tavolata di persone colte in atteggiamenti vivi e naturali: le ragazze a sinistra sono radiose e stanno amorevolmente conversando con un giovane visto di spalle. Hanno già ordinato da bere, come si può notare dal tavolo ancora ingombro di bottiglie e di cristalli, e ora si stanno concedendo un ordinario momento di svago: basta pensare al ragazzo di destra, che sta contemplando la scena che gli si apre davanti con viva curiosità, o all'uomo con cilindro dietro di lui, colto mentre si sta saporitamente fumando una pipa. L'occhio dell'osservatore, dopo esser stato catturato da questa piacevole riunione di amici in festa, viene indirizzato verso lo sfondo dalla diagonale ascendente del dipinto, allineata lungo la tavola e lo schienale della sedia.
È proprio sullo sfondo, nella piazzetta del locale, che ha luogo un vorticoso ballo. Renoir coglie con grande sensibilità il movimento gioiosamente ondeggiante di quest'umanità festaiola e danzante, e sembra quasi che si possano udire il ritmo popolare e divertito suonato dalle fisarmoniche e dai clarinetti, le risate delle ragazze, e il chiacchiericcio degli avventori. A destra, infatti, si può notare una coppia allacciata che segue il ritmo acceso e passionale dell'orchestra e si cimenta in movimenti abili e roteanti, che non vediamo ma immaginiamo. I tocchi rapidi e sintetici di colore, che a una visione ravvicinata paiono frantumarsi in un accostamento senza senso, osservati alla giusta distanza acquistano maggiore suggestione e ricostruiscono agilmente la descrizione della piazzetta, gremita di appassionati ballerini e di scanzonati vitaioli, e la sua atmosfera vitale e chiassosa, inondata dalla luce tremolante del sole che penetra attraverso il fogliame.

## Tecnica
La tela, in effetti, riprende e porta al massimo grado di raffinatezza due degli elementi distintivi della poetica renoiriana. Il pittore, infatti, non fa ricorso ad una preparazione disegnativa - in questo modo diminuirebbe la freschezza della sua verve pittorica - bensì sperimenta la nuova tecnica impressionista, impiegando pennellate rapide, sinuose e filamentose, così da frammentare la luce in piccole chiazzette di colore e restituire all'osservatore una sensazione di gioiosa vivacità. Magistrale è la resa della luce vibrante, che penetra attraverso il fogliame delle acacie soprastanti e si sofferma sugli oggetti e sugli abiti dei personaggi, inondandone talora i volti (come nel caso delle vesti seriche femminili). Per ricostruire la luce, Renoir non fa affidamento sulle ombre o sui toni scuri, bensì impiega puro colore: è in questo modo che le faville colorate dilagano su tutta la superficie pittorica, imprimendosi persino sul pavimento, screziato di striature rosacee e celesti. È facendo ricorso a questa tecnica che Renoir persegue l'espressione della massima luminosità dei colori, e per raggiungere il suo obiettivo arriva persino a dipingere ombre colorate: «Le ombre non sono nere», ripeteva, «nessuna ombra è nera. Ha sempre un colore. La natura conosce soltanto i colori: il bianco e il nero non sono colori». Le parole seguenti sono sempre del pittore:
(Pierre-Auguste Renoir)

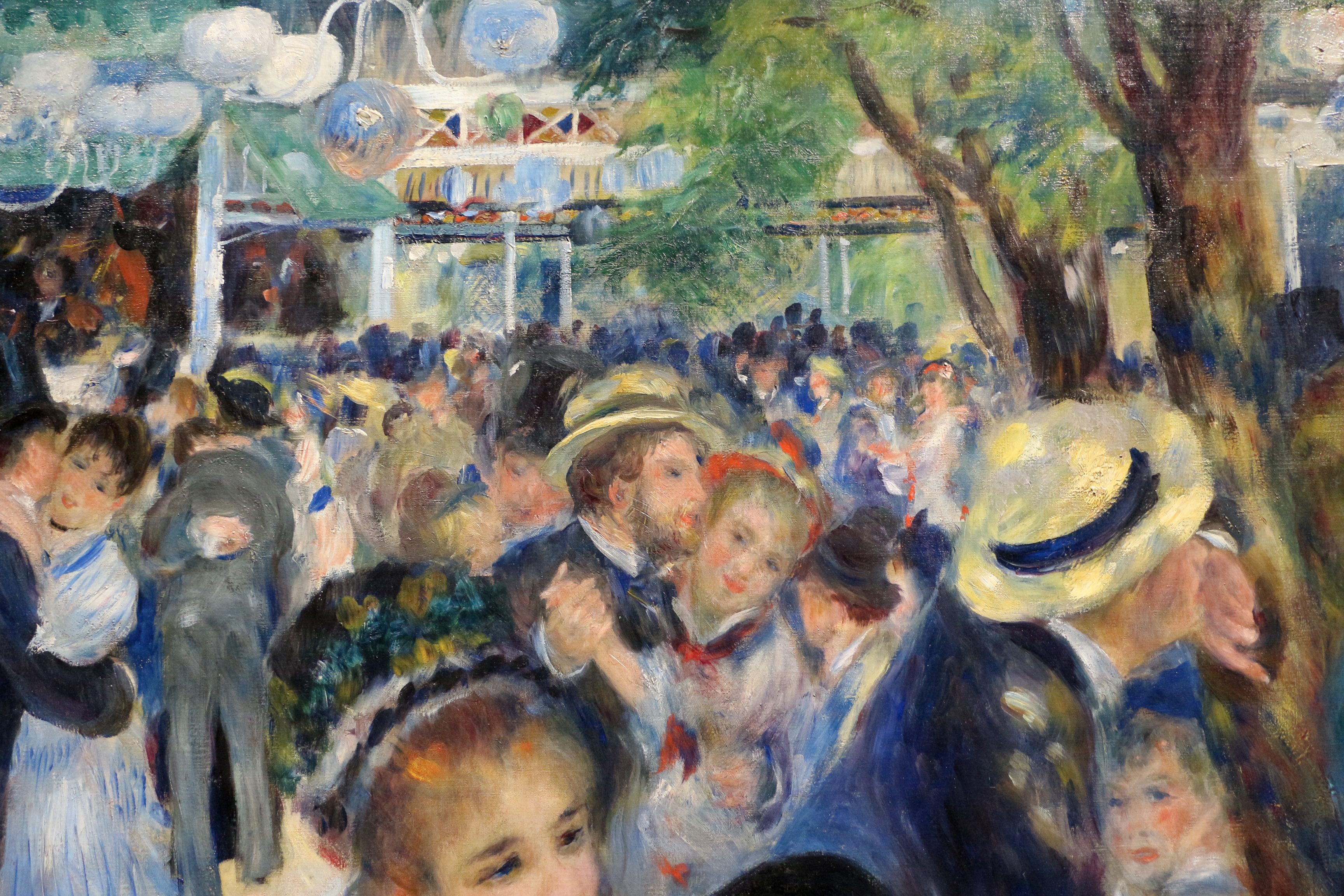
Bal du moulin de la Galette, dettaglio dello sfondo

Nonostante la composizione sia stata attentamente meditata, Renoir riesce inoltre a cogliere il vorticoso ballo nella sua elegante fugacità, rispettando in pieno le prescrizioni dell'estetica baudelairiana, secondo la quale «la modernità è al transitorio, il fuggitivo, il contingente, la metà dell’arte, di cui l’altra metà è l’eterno e l’immutabile (…) perché ogni modernità acquisti il diritto di diventare antichità, occorre che ne sia stata tratta fuori la bellezza misteriosa che vi immette, inconsapevole, la vita umana». Come osservato dal critico Pietro Adorno, tuttavia, «sarebbe superficiale ritenere che [il Bal du moulin de la Galette] si limiti a fissare un attimo solo dei tanti che si susseguono senza soluzione di continuità, come se isolasse uno dei fotogrammi che costituiscono una pellicola cinematografica. [In realtà l'opera] coglie la sintesi dei molteplici momenti della nostra vita, andando ben oltre la semplice riproduzione della realtà esterna». Comunque sia, Renoir riesce a infondere grande energia e vitalità nel suo dipinto, soprattutto nel concatenamento mobile delle figure, producendo così una delle testimonianze più preziose dell'ottimismo positivista e della spensieratezza che qualificavano la vita borghese parigina durante la Belle Époque.